# Jak zdobyć pieniądze, kobietę i sławę
„Jak zdobyć pieniądze, kobietę i sławę“ е полски игрален филм от 1969 година на режисьора Януш Кондратюк.
Премиерата на филма се е състояла на 28 март 1970 г.

## Сюжет
Внимание:  Текстът по-долу разкрива сюжета на произведението (или части от него)!
Филмът се състои от три истории, като всяка от тях се опитва да отговори на въпроса, поставен в заглавието на филма.

## Актьорски състав
| Актьор             | Роля                      |
| ------------------ | ------------------------- |
| Бронислав Павлик   | фризьор                   |
| Кшищоф Литвин      | официален Олейничак       |
| Барбара Лудвижанка | госпожа Клара             |
| Яцек Вошчерович    | конструктор Зигмунт Вашяк |
| Ванда Лушчицка     | съпруга на Вашяк          |
| Ева Шикулска       | Марьола                   |
| Йежи Доброволски   | репортер                  |
| и други            |                           |